# Język embu
Język embu – język z rodziny bantu, używany w Kenii i Tanzanii. W 1980 roku liczba mówiących wynosiła ok. 242 tys.